# ماغنو خوسيه دا سيلفا
ماغنو خوسيه دا سيلفا (مواليد 6 يناير 1993) هو لاعب كرة قدم برازيلي.

## وصلات خارجية
- ماغنو خوسيه دا سيلفا على موقع رابطة كرة القدم اليابانية للمحترفين (اليابانية)
- ماغنو خوسيه دا سيلفا على موقع قاعدة بيانات كرة القدم.إي يو (الإنجليزية)
- ماغنو خوسيه دا سيلفا على موقع Soccerway.com (الإنجليزية)
- ماغنو خوسيه دا سيلفا على موقع عالم كرة القدم.نت (الإنجليزية)